# Линия M2 (Милан)
Линия M2 (итал. Linea M2) — вторая линия Миланского метрополитена, соединяющая северо-восточную часть города с южной. Конечные станции: Джессате (Gessate) в одноимённой коммуне и Колоньо-Норд (Cologno Nord) в коммуне Колоньо-Монцезе на северо-востоке, а также Аббиатеграссо (Abbiategrasso) в квартале Граттосольо на юге Милана. Линия M2 
также известна как «зелёная линия» из-за цвета на карте метрополитена и цвета, используемого в оформлении станций и поездов. Зелёная линия пересекает линию М1 на станциях Лорето (Loreto) и Кадорна (Cadorna) и линию М3 на станции Чентрале (Centrale).
Протяжённость линии M2 составляет 39,4 км, на ней расположены 35 станций. На севере линия разветвляется после станции Касчина-Гобба (Cascina Gobba).

## История
Зелёная линия была второй запущенной в Милане линией метро. Первый перегон был открыт в 1969 году между станциями Чайаццо (Caiazzo) и Гобба (Gobba).
Даты завершения строительства участков:
- 27 сентября 1969: Caiazzo — Gobba
- 27 апреля 1970: Caiazzo — Centrale
- 12 июля 1971: Centrale — Garibaldi
- 4 декабря 1972: Gobba — Gorgonzola
- 3 марта 1978: Garibaldi — Cadorna
- 7 июня 1981: Gobba — Cologno Nord (nuova diramazione)
- 30 октября 1983: Cadorna — P.ta Genova FS
- 13 апреля 1985: Gorgonzola — Gessate e P.ta Genova FS — Romolo
- 1 ноября 1994: Romolo — Famagosta
- 17 марта 2005: Famagosta — Abbiategrasso
- 20 февраля 2011: Famagosta — Milanofiori Forum. Строительство этой ветки, соединяющей станцию Фамагоста с городом Ассаго, началось в 2006 году. Эта ветка является наземной на всём своём протяжении и проходит параллельно с автострадой A7.

## Пересадки
| Пересадка на линию | Со станции    | На станцию    |
| ------------------ | ------------- | ------------- |
|                    | Лорето        | Лорето        |
|                    | Чентрале ФС   | Чентрале ФС   |
|                    | Гарибальди ФС | Гарибальди ФС |
|                    | Кадорна       | Кадорна       |

## Депо и подвижной состав

Схема линий Миланского метро

Также рассматривается возможность продления северо-восточных веток от Колоньо-Норд до Вимеркате и от Джессате до Поццо-д'Адда.